# Lista Borisa Popoviča
Lista Borisa Popoviča - Digitalizirajmo Slovenijo je slovenska politična stranka, ki jo je ustanovil slovenski politik in nekdanji župan Kopra Boris Popovič. Ustanovljena je bila pred volitvami v državni zbor 2022. Glavna ideja programa te stranke je digitalizacija ter posodobitev gospodarstva.

## Program
Ključne točke programa stranke so: digitalizacija, energetska in ekološko odgovorna oskrba, davčne in gospodarske reforme, inteligentno kmetijstvo, brezplačni širokopasovni internet za vsak dom ter poštena in učinkovita pravna država.

## Državnozborske volitve

### Volitve v državni zbor 2022
Stranka na svojih prvih volitvah ni prestopila parlamentarnega praga. Dobila je 0,43 % oz. 5.174 glasov.